# Saison 6 de Ninjago
 (mai 2018).
Si vous disposez d'ouvrages ou d'articles de référence ou si vous connaissez des sites web de qualité traitant du thème abordé ici, merci de compléter l'article en donnant les références utiles à sa vérifiabilité et en les liant à la section « Notes et références ».
Chronologie
Saison 5 Saison 7
Cet article présente le guide des épisodes de la sixième saison de la série télévisée d'animation américaine Ninjago. Elle se nomme Les Pirates du ciel, Skybound en anglais. Elle est diffusée du 24 mars 2016 au 15 juillet 2016 sur Cartoon Network, en France elle est diffusée du 9 avril 2016 au 21 juillet 2016 sur France 3. La saison est diffusée à 19h aux États-Unis et en France à 20h.  

## Épisodes

### Épisode 1:Coup-monté
- États-Unis : 24 mars 2016 sur Cartoon Network
- France : 9 avril 2016 sur France 3

### Épisode 2:L'ennemi public numéro un
- États-Unis : 16 juin 2016 sur Cartoon Network
- France : 11 juillet 2016 sur France 3

### Épisode 3:Derrière les barreaux
- États-Unis : 23 juin 2016 sur Cartoon Network
- France : 12 juillet 2016 sur France 3

### Épisode 4:Le Voleur d'âmes
- États-Unis : 30 juin 2016 sur Cartoon Network
- France : 13 juillet 2016 sur France 3

### Épisode 5:L'Épreuve de Jay
- États-Unis : 11 juillet 2016 sur Cartoon Network
- France : 14 juillet 2016 sur France 3

### Épisode 6:Mon dîner avec Nadakhan
- États-Unis : 12 juillet 2016 sur Cartoon Network
- France : 15 juillet 2016 sur France 3

### Épisode 7:Les Maîtres des Souhaits
- États-Unis : 13 juillet 2016 sur Cartoon Network
- France : 18 juillet 2016 sur France 3

### Épisode 8:Le Dernier Recours
- États-Unis : 14 juillet 2016 sur Cartoon Network
- France : 19 juillet 2016 sur France 3

### Épisode 9:Opération «Terre en vue»
- États-Unis : 15 juillet 2016 sur Cartoon Network
- France : 20 juillet 2016 sur France 3

### Épisode 10:Le Dernier Souhait
- États-Unis : 15 juillet 2016 sur Cartoon Network
- France : 21 juillet 2016 sur France 3

Épisode 11 : Le jour des âmes disparues